# Courtenay, British Columbia
Courtenay är en stad på Vancouver Island i British Columbia i Kanada. I närheten ligger staden Comox.